# Kovacevo, Pazardjik
Kovacevo (în bulgară Ковачево) este un sat în comuna Septemvri, regiunea Pazardjik,  Bulgaria. 

## Demografie
Componența etnică a satului Kovacevo
     Turci (34,05%)
     Bulgari (48,62%)
     Nicio identificare (17,31%)
     Altele (0,83%)
La recensământul din 2011, populația satului Kovacevo era de 2.402 locuitori. Nu există o etnie majoritară, locuitorii fiind bulgari (48,62%) și turci (34,05%). Pentru 17,31% din locuitori nu este cunoscută apartenența etnică.